# Comuna Omišalj, Primorje-Gorski kotar
Omišalj este o comună în cantonul Primorje-Gorski kotar, Croația, având o populație de 2.983 de locuitori (2011).

## Demografie
Componența etnică a comunei Omišalj
     Croați (86,46%)
     Bosniaci (3,89%)
     Sârbi (3,55%)
     Albanezi (1,71%)
     Necunoscut (1,64%)
     Neclasificat (2,21%)
Componența confesională a comunei Omišalj
     Catolici (78,18%)
     Fără religie și atei (6,87%)
     Musulmani (5,4%)
     Ortodocși (3,05%)
     Agnostici și sceptici (1,34%)
     Necunoscută (4,53%)
     Alte religii (0,64%)
Conform recensământului din 2011, comuna Omišalj avea 2.983 de locuitori. Din punct de vedere etnic, majoritatea locuitorilor (86,46%) erau croați, existând și minorități de bosniaci (3,89%), sârbi (3,55%) și albanezi (1,71%). Apartenența etnică nu este cunoscută în cazul a 1,64% din locuitori. Din punct de vedere confesional, majoritatea locuitorilor (78,18%) erau catolici, existând și minorități de persoane fără religie și atei (6,87%), musulmani (5,4%), ortodocși (3,05%) și agnostici și sceptici (1,34%). Pentru 4,53% din locuitori nu este cunoscută apartenența confesională.